# Bergbrilvogel
De bergbrilvogel (Zosterops montanus) is een zangvogel uit de familie Zosteropidae (brilvogels). Volgens in 2018 gepubliceerd onderzoek is dit een ondersoort van de Japanse brilvogel (Z. japonicus).